# Burabaj
Burabaj (ryska: Боровое, Бурабай) är en ort i Kazakstan.   Den ligger i oblystet Aqmola, i den norra delen av landet, 220 km norr om huvudstaden Astana. Burabaj ligger 321 meter över havet och antalet invånare är 6 500.
Terrängen runt Burabaj är huvudsakligen platt, men västerut är den kuperad. Runt Burabaj är det mycket glesbefolkat, med 6 invånare per kvadratkilometer. Närmaste större samhälle är Sjtjutjinsk, 18,2 km sydväst om Burabaj. Trakten runt Burabaj består i huvudsak av gräsmarker.